# 유니버설 모타운 레코드
유니버설 모타운 레코드(Universal Motown Records)는 유니버설 뮤직 그룹산하에 있는 미국의 음반사이며, 2005년에 설립하였다.
2011년 원래 이름이였던 모타운 레코드로 바꾸면서 해체하였다.

## 소속 아티스트
- 니키 미나즈
- 니요
- 테러블 띵스
- 릴킴
- 넬리
- 키드 커디
- 에이콘
- 브리스코